# Prčanj
Prčanj (crnogorski: Прчањ, talijanski: Perzagno) je mjesto u Boki kotorskoj, Crna Gora.
Prčanj je rodno mjesto Ivana Visina, nakon Tome Skalice prvog Hrvata koji je oplovio zemaljsku kuglu. 

## Povijest
Za doba mletačke vlasti, nalazilo se u komuni, zajedno s Kotorom, Perastom i Dobrotom. Istaknute obitelji iz Prčnja koja su obilježila društvenu i gospodarsku povijest svojih matičnih sredina širega područja istočnoga Jadrana i Sredozemlja su Đurovići, Floriji, Lazzariji, Lukovići, Sbutege, Verone, Radoničići i drugi.
Početkom 19. stoljeća, uz Dobrotu i Perast, Prčanj je od svih bokokotorskih mjesta dao najviše brodova i kapetana.

## Kulturne znamenitosti
Prčanjske kulturne znamenitosti:
- Barokne palače iz 17. i 18. stoljeća, čuvena prčanjska palača Tri sestre i druge palače kapetanskih obitelji: palača Florio-Luković, palača Verona, palača Beskuća u Prčanju, palača Luković, palača Tre sorelle.
- župne crkve Rođenja Blažene Djevice Marije
- stara župna crkva
- crkve sv. Nikole
- crkva sv. Ivana Krstitelja
- crkva sv. Petra
- crkva Gospe od Karmena
- crkva sv. Ane
- crkva sv. Antuna Padovanskog
- franjevački samostan sv. Nikole
- predromanička crkva sv. Tome,[4]

## Gospodarstvo
Turizam, ribarstvo i pomorstvo. Poznato je po pomorcima.

## Stanovništvo
Prčanj ima 1244 stanovnika. Većinu stanovništva čine Crnogorci (591, 47,51 %), a za njima su Srbi (267, 21,46 %) i Hrvati (186, 14,95 %).

## Šport
- Vaterpolo klub Val

## Poznate osobe
- Antun Botrić, hrv. pomorski publicist
- Mario Brguljan, međunarodni vaterpolski sudac
- Anton Đurović[5]
- Anton Jozov Đurović
- Đuro Franov Đurović
- Henrik Đurović, liječnik i javni radnik[6]
- Jozo Đurović, hrv. pjesnik i pomorski kapetan[7]
- Lodoviko Đurović, povjesničar i kroničar
- Luka Đurović, hrv. pjesnik
- Niko Franov Đurović
- Niko Matov Đurović
- Antun Luković (1859. – 1869.), glavni inženjer na projektu gradnje Sueskog kanala
- Nikola Luković (1652. – 1728.), hrv. pjesnik[8]
- Niko Luković (1887. – 1970.), hrvatski povjesničar i svećenik iz Crne Gore
- Tripun Radoničić, kotorski biskup
- Serafin Rafael Minić, matematičar, fizičar i projektant, rodom iz ugledne prčanjske pomorske obitelji
- Antun Šojat (slikar)
- Luka Verona, odvjetnik (1865. – 1942.)[6]

## Vanjske poveznice
|  | Zajednički poslužitelj ima još gradiva o temi Prčanj |